# Dzong van Lhuntse
De dzong van Lhuntse (Tibetaans: ལྷུན་རྩེ་རྫོང་།, Chinees: Longzi) is een fort in het zuiden van Tibet. Het ligt in het arrondissement Lhuntse, in de prefectuur Lhokha.

## Geschiedenis
De koningen van de Phagmodru-dynastie regeerden vanuit de regio Lhokha in de 13e eeuw en bouwden een keten van forten langs de Yarlung Tsangpo, de bovenloop van de Brahmaputra. In deze tijd werd ook de dzong van Lhuntse gebouwd.
In 1959 vluchtte de veertiende dalai lama tijdens de opstand in Tibet uit de hoofdstad Lhasa. Het was in eerste instantie de intentie van de dalai lama om een tijdelijke regering op te zetten in de dzong van Lhuntse. Een dag na aankomst in de dzong kwamen echter enkele regeringsfunctionarissen uit Lhasa nagereisd die berichtten dat Lhasa was gevallen en dat zowel het Potala als Norbulingka geheel was verwoest; troepen van het Volksbevrijdingsleger onder leiding van generaal Tian Guansan zouden inmiddels op weg zijn naar Lhuntse. Later bleken deze geruchten onjuist te zijn. Dat niet wetende, ontstond er paniek. Het Chinese leger werd te sterk geacht in een rechtstreekse confrontatie met de Khampa-strijders en het werd de dalai lama duidelijk dat hij niet in de dzong van Lhuntse kon blijven.